# 11. sydlige breddekreds
Den 11. sydlige breddekreds (eller 11 grader sydlig bredde) er en breddekreds, der ligger 11 grader syd for ækvator. Den løber gennem Atlanterhavet, Afrika, det Indiske Ocean, Australasien, Stillehavet og Sydamerika.